# 兵庫県道162号江原停車場線
兵庫県道162号江原停車場線（ひょうごけんどう162ごう えばらていしゃじょうせん）は、兵庫県豊岡市を通る一般県道である。

## 概要
JR西日本山陰本線 江原駅前から国道312号交点に至る。

### 路線データ
- 起点：豊岡市日高町日置（JR西日本山陰本線 江原駅前）
- 終点：豊岡市日高町日置（江原駅前交差点、国道312号交点）
- 総延長：81 m

## 地理

### 通過する自治体
- 豊岡市

### 交差する道路
| 交差する道路 | 交差する場所 | 交差する場所          |
| ------------ | ------------ | --------------------- |
| 国道312号    | 日高町日置   | 江原駅前交差点 / 終点 |

### 沿線
- JR西日本山陰本線 江原駅
- 円山川